# Koremaguia
Koremaguia là một chi bướm đêm thuộc họ Pterophoridae.

## Các loài
- Koremaguia alticola (Felder & Rogenhofer, 1875)